# Deliciae Flora et Fauna Insubricae
Deliciae Flora et Fauna Insubricae (abreviado Delic. Fl. Faun. Insubr.) es un libro con ilustraciones y descripciones botánicas que fue escrito por el médico y naturalista italo-austriaco Giovanni Antonio Scopoli. Fue publicado en tres volúmenes en los años 1786-1788 con el nombre de Deliciae florae et faunae insubricae seu novae, aut minus cognitae species plantarum et animalium quas in Insubria austriaca tam spontaneas, quam exoticas vidit, descripsit, et aeri indici curavit Joannnes Antonius Scopoli.